# Lorentzkracht
De lorentzkracht is de kracht van een magnetisch veld op een bewegende lading, maar de natuurkunde hanteert een algemenere definitie die ook rekening houdt met het elektrische veld:
De lorentzkracht is de kracht die door een elektromagnetisch veld op een lading wordt uitgeoefend.
De elektrische kracht kan een geladen deeltje versnellen, dus ook vertragen. De magnetische kracht kan alleen de richting van het geladen deeltje dat het beweegt veranderen, maar niet de snelheid ervan.
De lorentzkracht is naar de Nederlandse natuurkundige Hendrik Lorentz genoemd. Vooral de magnetische kracht is bijzonder omdat de lorentzkracht op een deeltje van de snelheid van dat deeltje afhangt en omdat de lorentzkracht loodrecht op die van het magnetische veld staat. Omdat een elektrische stroom door bewegende lading wordt veroorzaakt, werkt de lorentzkracht ook op geleiders in magneetvelden. De lorentzkracht is niet spiegelsymmetrisch en het bestaan ervan kan met behulp van relativistisch elektromagnetisme worden verklaard. 
De lorentzkracht wordt ook, maar zelden, de laplacekracht genoemd, naar Pierre-Simon Laplace. De lorentzkracht is een van de muurformules in Leiden.

## Formulering

1. Het magneetveld is naar de waarnemer toe gericht, aangegeven door de pijlpunt in de cirkel.

Stel dat een deeltje beweegt door een elektrisch- en een magnetisch veld of door een van beide. Het deeltje ondervindt dan
een elektrische kracht:
{\displaystyle \mathbf {F} _{e}=q\mathbf {E} }
en een magnetische kracht:
{\displaystyle \mathbf {F} _{b}=q(\mathbf {v} \times \mathbf {B} )}
die loodrecht staat op zowel {\displaystyle \mathbf {v} } als {\displaystyle \mathbf {B} }, en de grootte heeft:
{\displaystyle F_{b}=qvB\sin \theta }
met {\displaystyle \theta } de hoek tussen {\displaystyle \mathbf {v} } en {\displaystyle \mathbf {B} }. De eenheid van de lorentzkracht is net zoals voor alle ander krachten de newton.
Hierin zijn 
{\displaystyle \mathbf {E} } het elektrische veld in volt per meter,
{\displaystyle \mathbf {B} } de magnetische fluxdichtheid, oftewel de magnetische veldsterkte, in tesla,
{\displaystyle q} de elektrische lading in coulomb en
{\displaystyle \mathbf {v} } de snelheid van het deeltje in meter per seconde.
Samen vormen ze de lorentzkracht:
{\displaystyle \mathbf {F} _{L}=\mathbf {F} _{e}+\mathbf {F} _{b}=q(\mathbf {E} +\mathbf {v} \times \mathbf {B} )}

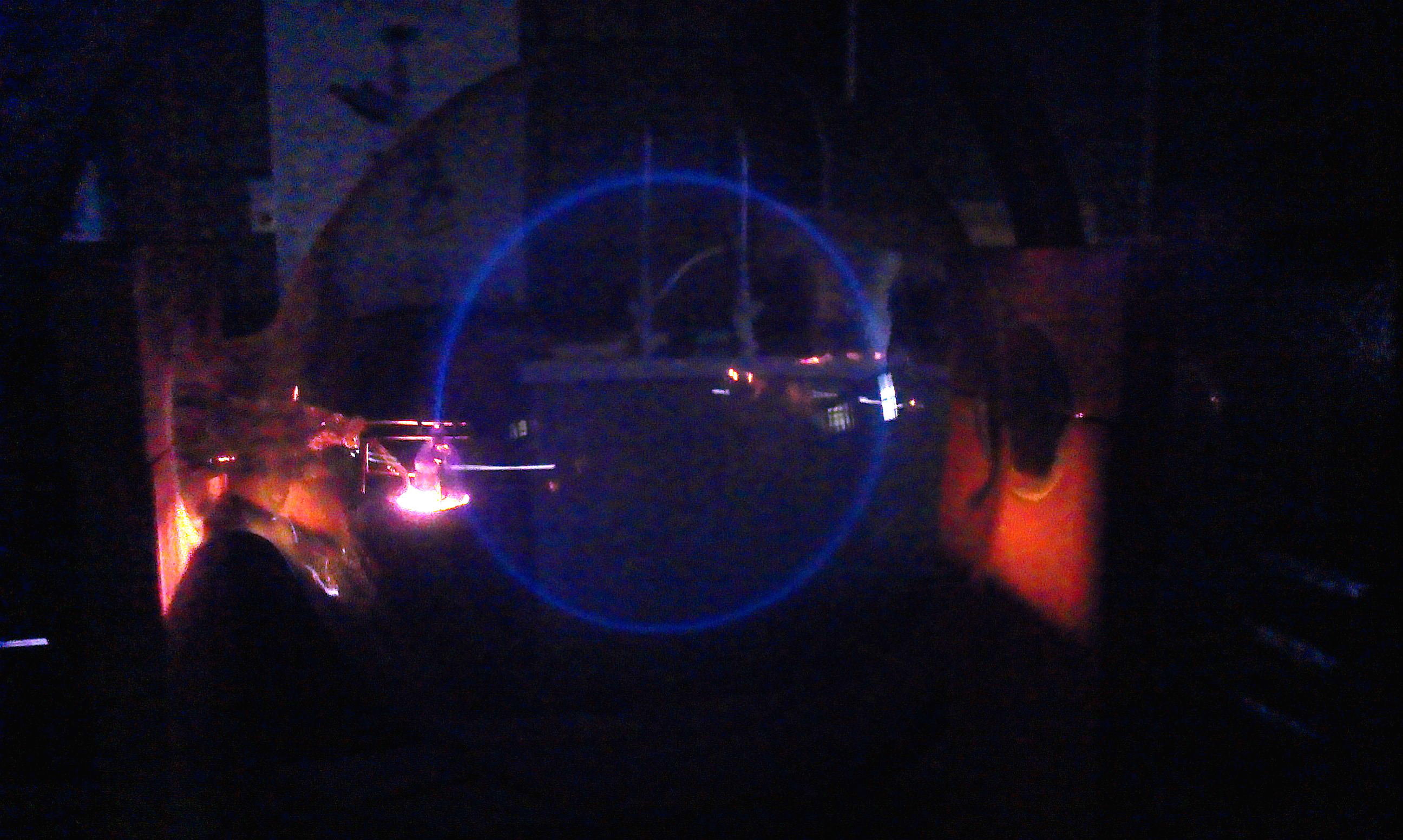
2. Door de lorentzkracht afgebogen elektronenstraal

De elektrische kracht werkt in de richting van het elektrische veld, dus geeft een versnelling, ongeacht de bewegingsrichting van het deeltje. Het uitproduct {\displaystyle \times } geeft aan dat de magnetische kracht loodrecht op de snelheid {\displaystyle \mathbf {v} } en op het magnetische veld {\displaystyle \mathbf {B} } staat. Dit verandert niet de grootte van de snelheid, maar wel de richting: de magnetische kracht buigt de baan van het deeltje af.
Op afbeelding 1 is een deeltje weergegeven, met snelheid {\displaystyle \mathbf {v} }, in de achtergrond van een magnetisch veld {\displaystyle \mathbf {B} }. Het deeltje ondervindt dus een lorentzkracht. Als de lading {\displaystyle q} positief is, werkt de kracht naar beneden zodat het deeltje in die richting afbuigt. Is {\displaystyle q} gelijk aan nul, dan is er geen lorentzkracht en gaat het deeltje rechtuit. Is {\displaystyle q} negatief, dan werkt de lorentzkracht naar boven.
Afbeelding 2 laat een elektronenstraal zien, die door de lorentzkracht in een magneetveld wordt afgebogen. De blauwe cirkel is het gevolg van de excitatie van waterstofatomen die zich in de kathodestraalbuis bevinden. 

## Verschijningsvormen

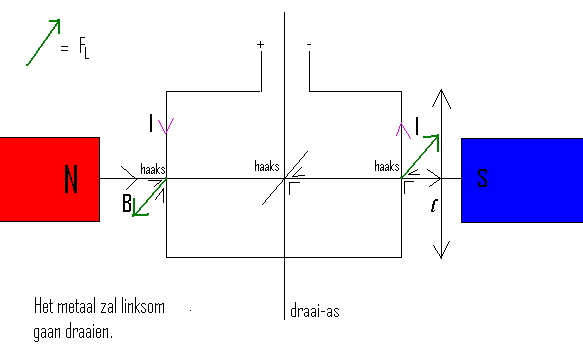
3. Lorentzkracht bij een draadraam

In het algemene spraakgebruik wordt vaak alleen de magnetische component als de lorentzkracht beschouwd. Als men een geleider, bijvoorbeeld een draadraam of een staafje met lengte {\displaystyle \ell }, waar een stroom {\displaystyle \mathbf {I} } doorheen loopt, in een magnetisch veld {\displaystyle \mathbf {B} } plaatst, zoals in afbeelding 3, ondervindt deze ook een lorentzkracht. Daarvoor geldt:
{\displaystyle \mathbf {F} _{L}=q(v\times \mathbf {B} )=\ell \ \mathbf {I} \times \mathbf {B} },
aangezien voor de lading {\displaystyle q} met snelheid {\displaystyle \mathbf {v} } in de stroom geldt:
{\displaystyle q\mathbf {v} =\ell \,\mathbf {I} }
Daarin is de kracht uitgedrukt in newton, de lengte in meter, de stroomsterkte in ampère en het magnetische veld in tesla.

## Richting
Een belangrijk aspect van de lorentzkracht is de richting. Deze is loodrecht op het magnetisch veld {\displaystyle \mathbf {B} } en loodrecht op de richting van de stroomsterkte {\displaystyle \mathbf {I} } of de snelheid {\displaystyle \mathbf {v} } van het geladen deeltje. De lorentzkracht werkt dus niet in de richting van het magnetische veld. Daardoor wordt de stroomdraad ook niet per se naar de magneet of spoel getrokken die het veld veroorzaakt. Dit aspect maakt de lorentzkracht anders dan alle andere krachten.

### Ezelsbruggetjes
Om de richting van de lorentzkracht te bepalen kan men de kurkentrekkerregel gebruiken. Men draait een kurkentrekker van {\displaystyle \mathbf {I} } naar {\displaystyle \mathbf {B} }. De kurkentrekker geeft dan de richting van de lorentzkracht {\displaystyle \mathbf {F} _{L}} aan.
De linkerhandregel werkt ook. Houdt men de gestrekte linkerhand zo, dat de veldlijnen langs de palm intreden en naar de vingertoppen zijn gericht, dan wijst de gestrekte duim de richting van de lorentzkracht aan.
Het kan op nog meer manieren.

## Toepassingen

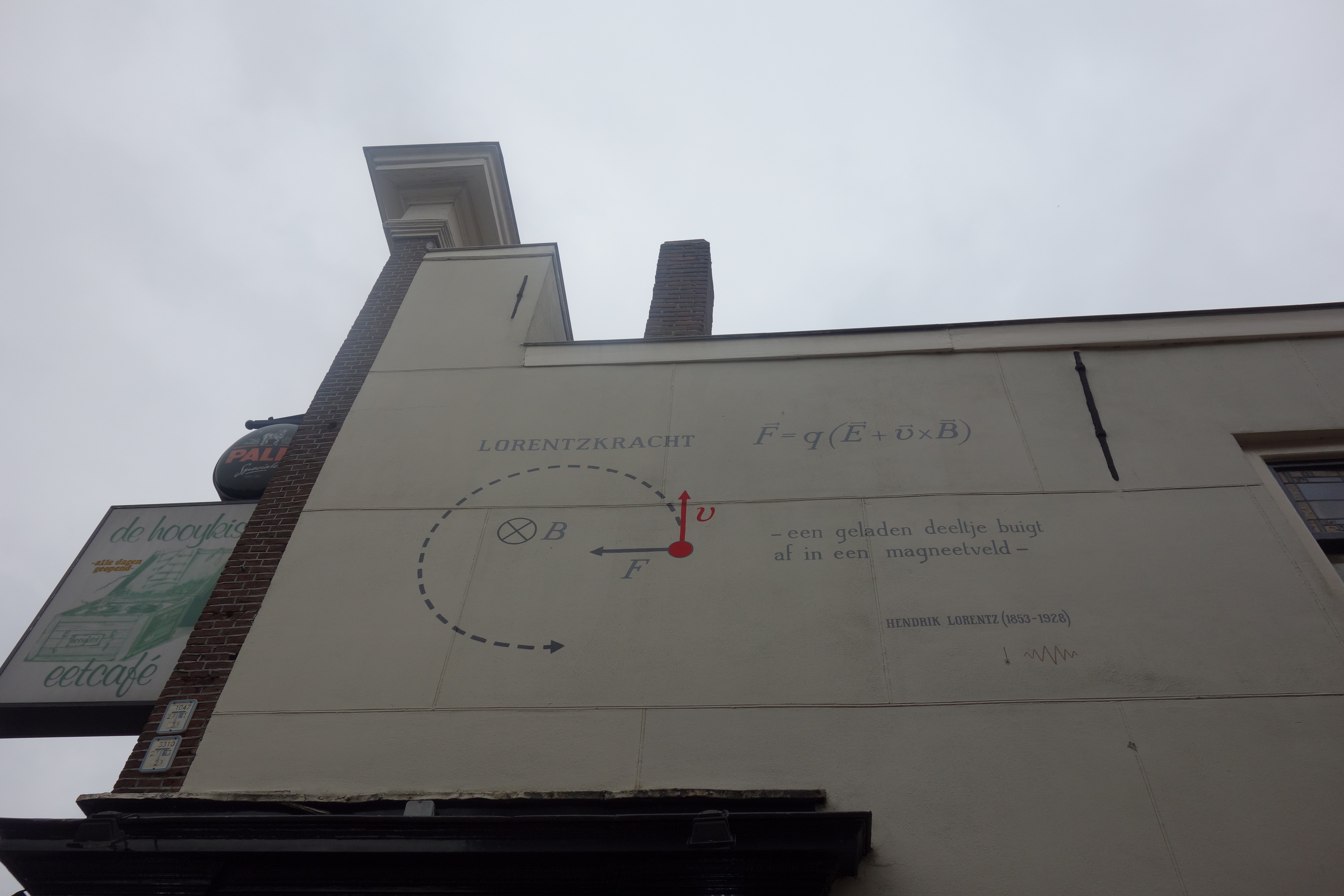
4. Muurformule in Leiden met de lorentzkracht

Toepassingen van de lorentzkracht zijn er legio:
- dynamo
- elektromotor
- beeldbuis in televisie
- synchrotron
- railgun
- massaspectroscopie
- hall-effect

enzovoorts.